# هانی عادل
هانی عادل (عربی مصری: هاني عادل؛ زادهٔ ۸ سپتامبر ۱۹۷۶) خواننده، و هنرپیشه اهل مصر است.